# Ghiaione

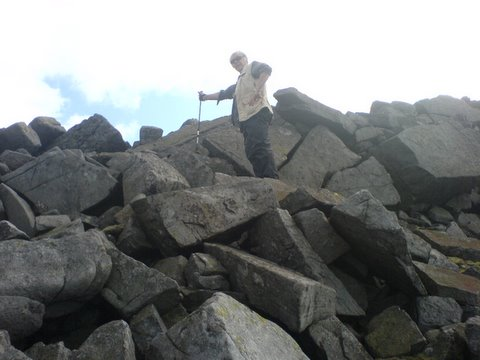
Ghiaione sulla salita del versante occidentale del Cross Fell, Inghilterra

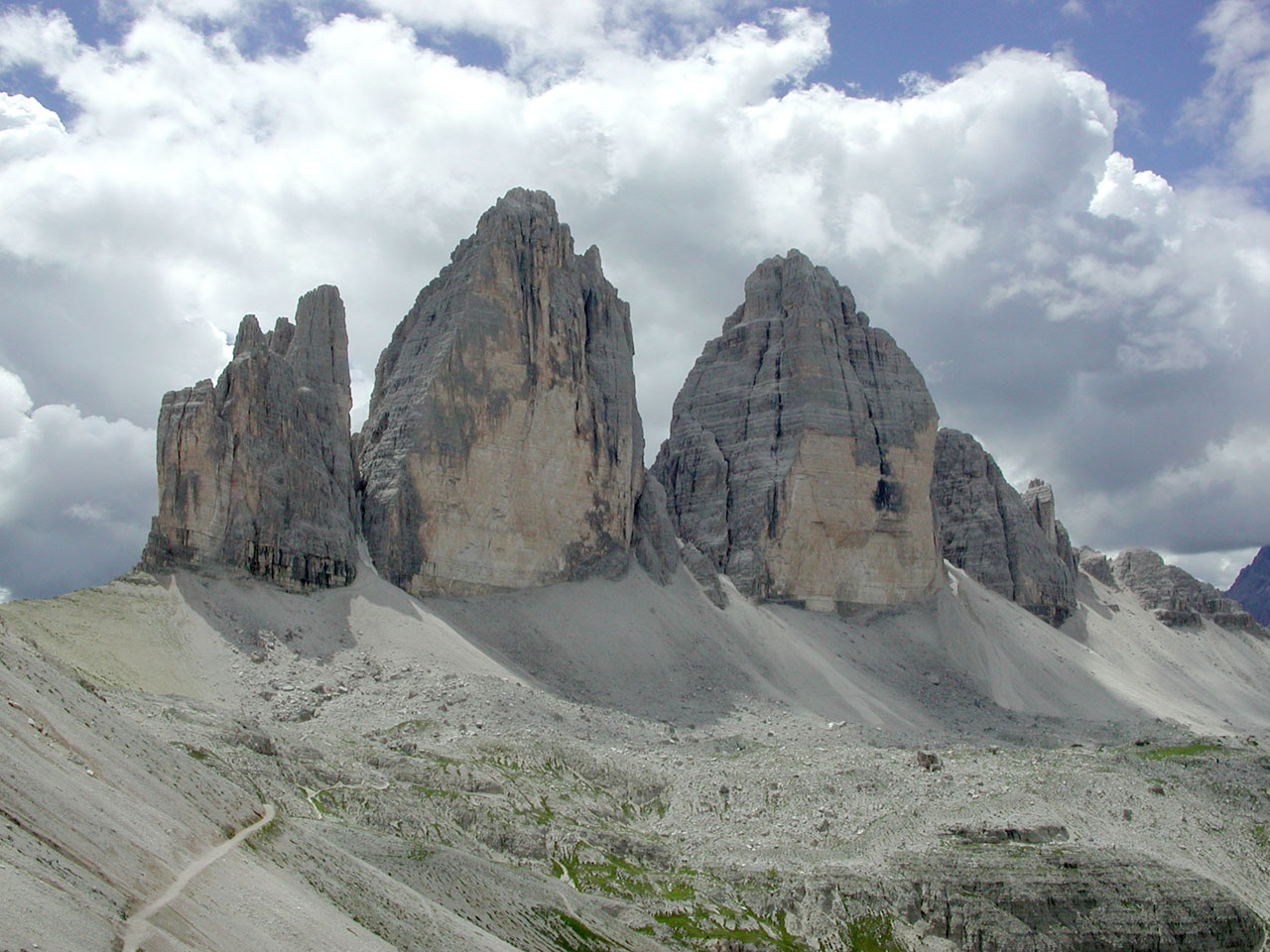
I ghiaioni alla base delle Tre Cime di Lavaredo

Il ghiaione è un ammasso di rocce, generalmente spigolose, che costituisce un pendio ripido alla base delle pareti rocciose.

## Geologia
I suddetti ammassi rocciosi possono essere costituiti da rocce di varia pezzatura, e si formano in seguito alla disgregazione meccanica delle rocce a causa degli agenti atmosferici, in modo particolare a causa dei numerosi cicli di gelo e disgelo.

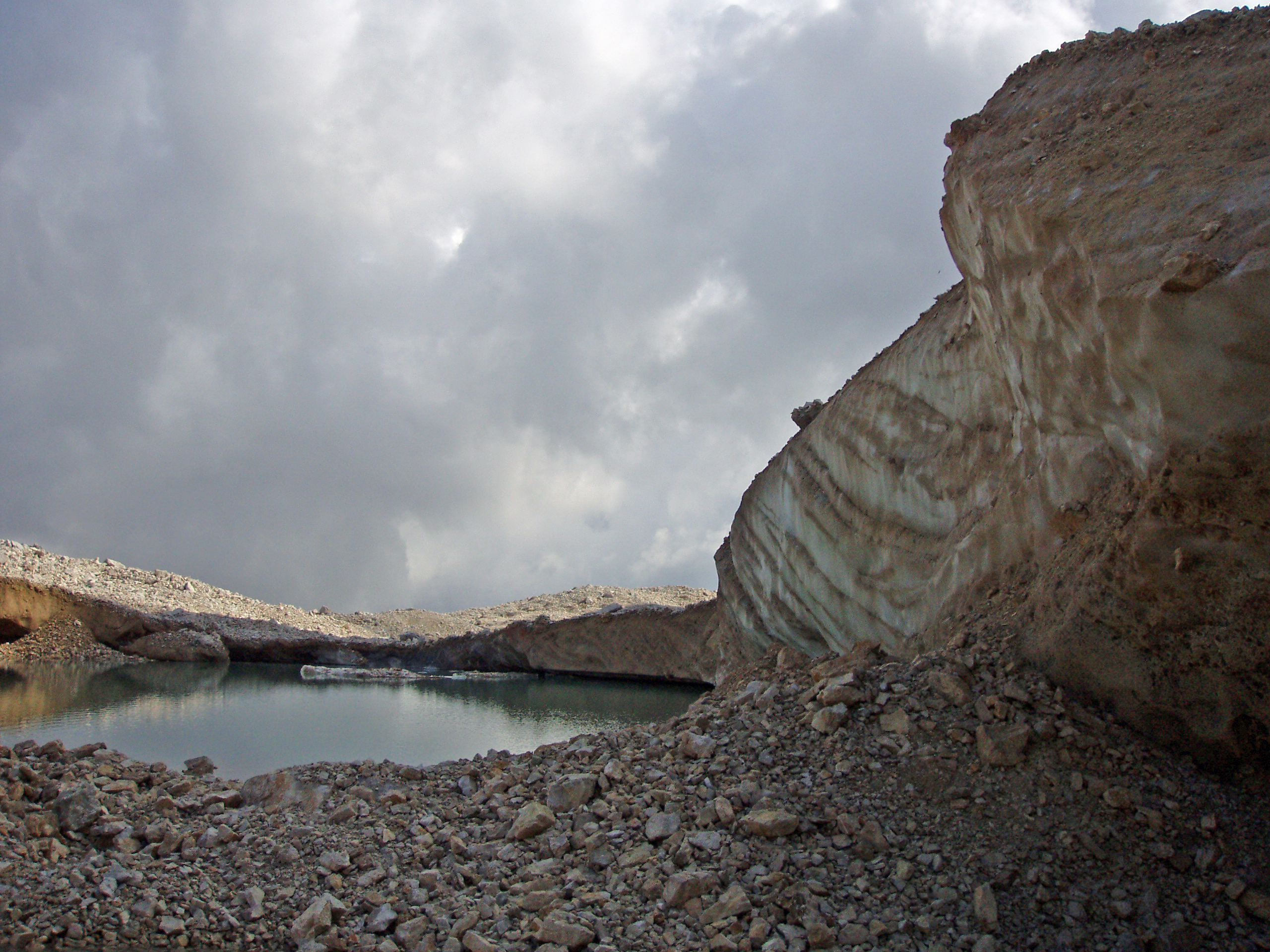
Il lago Lech dl Dragon sulla cengia detritica ovest del Gruppo del Sella

Sono formazioni geomorfologiche molto comuni negli ambienti dolomitici.
La cengia ovest del gruppo del Sella è coperta da un ghiacciaio nascosto da una estesa falda detritica di massi provenienti dagli strati di dolomia principale. Nello spessore del ghiacciaio e dei detriti si aprono periodicamente delle voragini che si riempiono di acqua di fusione torbida e di colore turchese, andando a formare piccoli laghi effimeri, che cambiano continuamente forma e localizzazione, chiamati Lech dl Dragon dalla popolazione gardenese.

## Flora e fauna
Nei ghiaioni vivono gracchi alpini e alcuni tipi di papaveri: quelli bianchi e quelli gialli. I papaveri bianchi sono piante endemiche, ovvero che si trovano solo in determinati luoghi.